# Tarakihi Rapids
Die Tarakihi Rapids sind Stromschnellen des Hoteo River in der Region Auckland auf der Nordinsel Neuseelands. Sie liegen stromaufwärts der Paraua Rapids im Gebiet der Ortschaft Mangakura westlich von Warkworth.